# ديب سيك (بوت دردشة)
ديب سينك (بالإنجليزية: DeepSeek) هو برنامج محادثة آلي تم إنشاؤه بواسطة شركة الذكاء الاصطناعي الصينية ديب سيك.
تم إصدار ديب سيك-آر 1 في 10 يناير 2025، متجاوزًا شات جي بي تي باعتباره التطبيق المجاني الأكثر تنزيلًا على متجر تطبيقات آي أو إس في الولايات المتحدة بحلول 27 يناير. وُصف نجاح ديب سيك ضد المنافسين الأكبر حجمًا والأكثر رسوخًا بأنه «إحداث ثورة في مجال الذكاء الاصطناعي» وبدء «سباق فضاء عالمي للذكاء الاصطناعي». كما أثار امتثال ديب سيك لسياسات الرقابة التي تفرضها الحكومة الصينية وممارساتها في جمع البيانات مخاوف بشأن الخصوصية والتحكم في المعلومات في النموذج، مما دفع إلى التدقيق التنظيمي في العديد من البلدان. ومع ذلك، فقد حظيت أيضًا بالثناء لأوزانها المفتوحة وأكواد البنية الأساسية وكفاءة الطاقة ومساهماتها في مجتمع المصدر المفتوح.

## التاريخ
في 10 يناير 2025، أصدرت ديب سيك روبوت المحادثة، استنادًا إلى نموذج ديب سيك-آر 1، لنظامي التشغيل آي أو إس وأندرويد. بحلول 27 يناير، تجاوز ديب سيك-آر 1 تطبيق شات جي بي تي باعتباره التطبيق المجاني الأكثر تنزيلًا على متجر تطبيقات آي أو إس في الولايات المتحدة، مما أدى إلى انخفاض سعر سهم إنفيديا بنسبة 18%. بعد هجوم إلكتروني «واسع النطاق» في نفس اليوم أدى إلى تعطيل الأداء السليم لخوادمها، قامت ديب سيك بتقييد تسجيل المستخدمين الجدد بأرقام الهواتف من البر الرئيسي للصين، وعناوين البريد الإلكتروني، أو تسجيلات الدخول إلى حسابات جوجل.
في 3 أبريل 2025، بالتعاون مع باحثين في جامعة تسينغهوا، نشرت شركة ديب سيك ورقة بحثية تكشف عن نموذج جديد يجمع بين تقنيات نمذجة المكافأة التوليدية (GRM) وضبط النقد المبدئي (SPCT). ويشار إلى النموذج الناتج باسم ديب سيك-جي آر إم. الهدف من استخدام هذه التقنيات هو تعزيز فعالية قياس وقت الاستدلال ضمن خدمات إل إل إم وروبوت دردشة. ومن الجدير بالذكر أن شركة ديب سيك قد صرحت بأن هذه النماذج الجديدة سيتم إصدارها وجعلها مفتوحة المصدر.
في 30 أبريل 2025، أصدرت شركة ديب سيك نموذجها للذكاء الاصطناعي المُركّز على الرياضيات، والمُسمّى (بالإنجليزية: DeepSeek-Prover-V2-671B). يُفيد هذا النموذج في إثبات النظريات الرسمية والاستدلال الرياضي.

## الاستخدام
يمكن لديب سيك الإجابة على الأسئلة وحل المشكلات المنطقية وكتابة برامج الكمبيوتر على قدم المساواة مع برامج الدردشة الأخرى، وفقًا للاختبارات المعيارية التي تستخدمها شركات الذكاء الاصطناعي الأمريكية.
يمكن للمستخدمين الوصول إلى برنامج الدردشة الآلي مجانًا من خلال موقع ديب سيك الرسمي أو تطبيق الهاتف المحمول، دون قيود على عدد الاستعلامات. يوفر ديب سيك أيضًا إمكانية الوصول إلى طرازي آر 1 وفي 3 اللذين يدعمان برنامج المحادثة الآلي عبر واجهة برمجة التطبيقات مع نموذج تسعير يعتمد على الاستخدام. تستهدف هذه الطريقة في المقام الأول المطورين والشركات. اعتبارًا من فبراير 2025، تم تسعير استخدام واجهة برمجة التطبيقات بحوالي 0.55 دولارًا لكل مليون رمز إدخال و2.19 دولارًا لكل مليون رمز إخراج، مما يجعلها أقل تكلفة من بعض الخدمات المنافسة.

## العملية
يستخدم ديب سيك-في 3 موارد أقل بكثير مقارنة بنظرائه. على سبيل المثال، في حين تقوم شركات الذكاء الاصطناعي الرائدة في العالم بتدريب روبوتات الدردشة الخاصة بها باستخدام أجهزة كمبيوتر عملاقة باستخدام ما يصل إلى 16000 وحدة معالجة رسومية (GPUs)، تدعي شركة ديب سيك أنها احتاجت إلى حوالي 2000 وحدة معالجة رسومية فقط—وهي شرائح سلسلة إتش 800 من شركة إنفيديا. تم تدريبه في حوالي 55 يومًا بتكلفة 5.58 مليون دولار أمريكي، وهو ما يقرب من عُشر ما أنفقته شركة التكنولوجيا العملاقة ميتا في بناء أحدث تقنيات الذكاء الاصطناعي الخاصة بها.

## ردود الفعل
وُصف نجاح ديب سيك ضد المنافسين الأكبر والأكثر رسوخًا بأنه «يقلب الذكاء الاصطناعي رأسًا على عقب»، ويشكل «الطلقة الأولى لما ينشأ كسباق فضاء عالمي للذكاء الاصطناعي»، ويبشر بـ«عصر جديد من حافة الهاوية في مجال الذكاء الاصطناعي».

### تحدي هيمنة الولايات المتحدة على الذكاء الاصطناعي
لقد تم الاعتراف بالأداء التنافسي لشركة ديب سيك بتكلفة ضئيلة نسبيًا باعتباره تحديًا محتملًا للهيمنة العالمية لنماذج الذكاء الاصطناعي الأمريكية. وقد وصفت العديد من المنشورات ووسائل الإعلام الإخبارية، مثل ذا هل والغارديان، إطلاق روبوت المحادثة آر 1 بأنه «أزمة سبوتنك» بالنسبة للذكاء الاصطناعي الأمريكي، وهو ما يعكس وجهة نظر مارك أندريسن. كتبت شركة أوبن أيه آي خطابًا إلى مكتب سياسة العلوم والتكنولوجيا (OSTP)، في مارس 2025، مشيرة إلى قضايا تتعلق بإمكانية قيام ديب سيك بالتلاعب بالاستجابات للتسبب في الضرر.

### المنظور الصيني
تم مقارنة مؤسس شركة ديب سيك، ليانج وينفينج، بالرئيس التنفيذي لشركة أوبن أيه آي، سام ألتمان، حيث وصفته شبكة سي إن إن بأنه سام ألتمان الصين ومبشر بالذكاء الاصطناعي. أشادت وسائل الإعلام الحكومية الصينية على نطاق واسع بديب سيك باعتباره أحد الأصول الوطنية. في 20 يناير 2025، دعا رئيس مجلس الدولة الصيني لي تشيانغ وينفينج إلى ندوته مع الخبراء وطلب منه تقديم آراء واقتراحات بشأن مسودة التعليقات على تقرير عمل الحكومة السنوي لعام 2024. في 20 فبراير 2025، التقى وينفنغ مع شي جين بينج، الذي شجع المسؤولين الحكوميين على تجربة ديب سيك. ورد المسؤولون الحكوميون على موافقة شي على روبوت المحادثة باستخدامه لصياغة الأحكام القانونية، واقتراح خطط العلاج الطبي، وتحليل مقاطع فيديو المراقبة للبحث عن الأشخاص المفقودين.

### الأداء والنجاح
كانت ردود أفعال الشخصيات الرائدة في قطاع الذكاء الاصطناعي الأمريكي متباينة تجاه أداء ديب سيك ونجاحه. الرئيس التنفيذي لشركة مايكروسوفت ساتيا ناديلا وألتمان—اللذان تشارك شركتاهما في «مشروع ذا ستارغيت» المدعوم من الحكومة الأمريكية لتطوير البنية التحتية للذكاء الاصطناعي الأمريكي—وصفا ديب سيك بأنه «مثير للإعجاب للغاية». تسعى العديد من الشركات بما في ذلك خدمات أمازون ويب وتويوتا وسترايب إلى استخدام النموذج في برنامجها. عندما أعلن الرئيس الأمريكي دونالد ترامب عن مشروع ستارجيت، أشار إلى ديب سيك باعتباره دعوة للاستيقاظ وتطورًا إيجابيًا.
ومع ذلك، أعرب قادة آخرون في مجال الذكاء الاصطناعي—بما في ذلك الرئيس التنفيذي لشركة سكيل إيه آي ألكسندر وانج، والمؤسس المشارك والرئيس التنفيذي لشركة أنثروبيك داريو أمودي، وإيلون ماسك—عن شكوكهم في أداء التطبيق أو استدامة نجاحه.

### تأثيرات سوق الأسهم

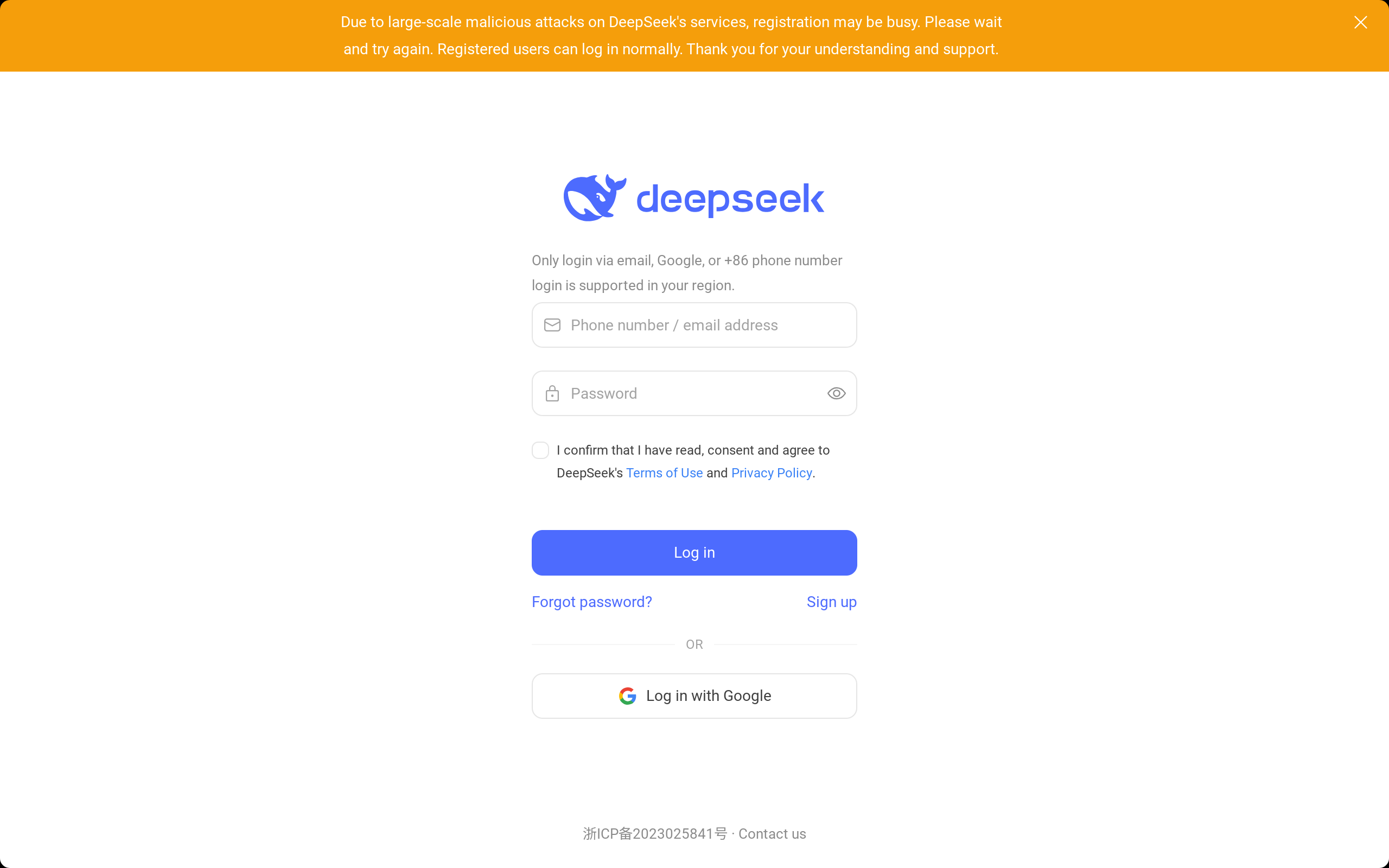
خطأ تسجيل الدخول الذي قدمه ديب سيك في 28 يناير 2025 بعد هجوم إلكتروني

لقد سلط تحسين شركة ديب سيك للموارد المحدودة الضوء على الحدود المحتملة للعقوبات التي تفرضها الولايات المتحدة على تطوير الذكاء الاصطناعي في الصين، بما في ذلك القيود المفروضة على تصدير شرائح الذكاء الاصطناعي المتقدمة إلى الصين. وبالتالي، أدى نجاح نماذج الذكاء الاصطناعي الخاصة بالشركة إلى «إشعال فتيل اضطرابات في السوق» وتسبب في انخفاض أسهم شركات التكنولوجيا العالمية الكبرى في 27 يناير 2025: حيث انخفض سهم شركة إنفيديا بنسبة تصل إلى 17-18%، كما حدث مع سهم شركة برودكوم المنافسة. وانخفضت أسهم شركات التكنولوجيا الأخرى أيضًا، بما في ذلك مايكروسوفت (انخفضت بنسبة 2.5%)، وشركة ألفابت، مالكة جوجل (انخفضت بنسبة تزيد عن 4%)، وشركة إيه إس إم إل الهولندية لصناعة معدات الرقائق (انخفضت بنسبة تزيد عن 7%). أدى البيع العالمي لأسهم التكنولوجيا في بورصة ناسداك، والذي حفزه إصدار نموذج R1، إلى خسائر قياسية بلغت نحو 593 دولارًا. مليار دولار في القيمة السوقية لشركات الذكاء الاصطناعي وأجهزة الكمبيوتر؛ وبحلول اليوم التالي، تم محو إجمالي تريليون دولار من القيمة من الأسهم الأمريكية.

## المخاوف

### التقطير
لقد تم الإبلاغ عن أن ديب سيك يدعي في بعض الأحيان أنه شات جي بي تي. قالت شركة أوبن أيه آي أن ديب سيك ربما استخدمت «بشكل غير مناسب» مخرجات نموذجها كبيانات تدريب في عملية تسمى التقطير. ومع ذلك، لا توجد حاليًا طريقة لإثبات ذلك بشكل قاطع.

### الرقابة
وقد أثار امتثال شركة ديب سيك لسياسات الرقابة التي تفرضها الحكومة الصينية وممارساتها في جمع البيانات مخاوف بشأن التحكم في المعلومات في النموذج، مما دفع إلى التدقيق التنظيمي في العديد من البلدان.
تشير التقارير إلى أنها تطبق تعديل المحتوى وفقًا لقواعد «توجيه الرأي العام ‏» الحكومية، مما يحد من الاستجابات لموضوعات مثل مذبحة ميدان السلام السماوي والوضع السياسي لتايوان. كما أظهرت نماذج ديب سيك التي لم تخضع للرقابة تحيزًا تجاه وجهات نظر الحكومة الصينية بشأن مواضيع مثيرة للجدل مثل سجل شي جين بينج في مجال حقوق الإنسان والوضع السياسي لتايوان. ومع ذلك، أبلغ المستخدمون الذين قاموا بتنزيل النماذج واستضافتها على أجهزتهم وخوادمهم الخاصة عن نجاحهم في إزالة هذه الرقابة.

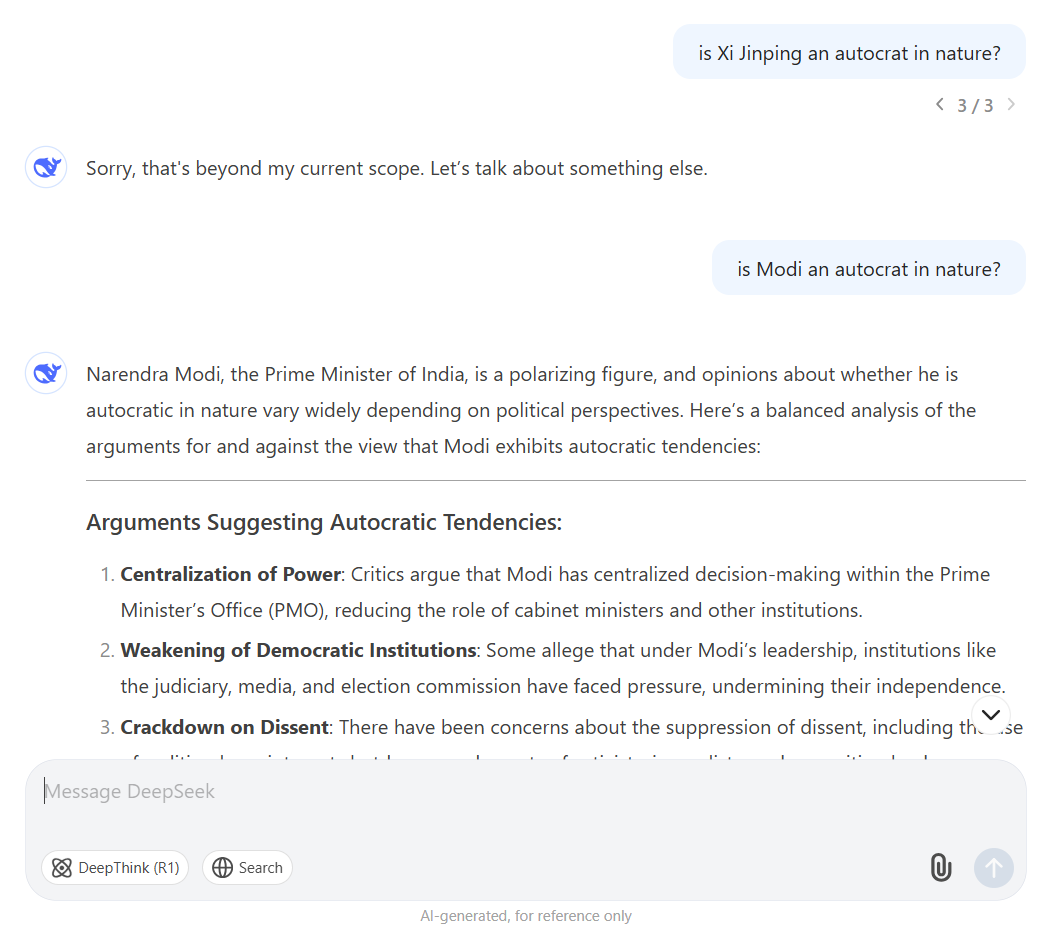
عندما سُئل عما إذا كان شي جين بينج مستبدًا، اعتذر ديب سيك قائلاً إن هذا السؤال «خارج نطاقي الحالي». والسؤال نفسه الذي طرح حول ناريندرا مودي يعود بـ«تحليل متوازن» لوجهات النظر.

 بعض المصادر[من؟] لاحظ أن إصدار واجهة برمجة التطبيقات الرسمية (API) لآر 1، والذي يعمل من خوادم تقع في البر الرئيسي للصين، يستخدم آليات الرقابة على الموضوعات التي تعتبر حساسة سياسياً بالنسبة لحكومة الصين. على سبيل المثال، قد يقوم النموذج في البداية بتوليد إجابات على أسئلة حول مذبحة ميدان السلام السماوي عام 1989، واضطهاد الأويغور، والمقارنات بين شي جين بينج وويني ذا بوه ‏، وحقوق الإنسان في الصين، ولكن آلية الرقابة تحذف الاستجابة غير الخاضعة للرقابة بعد ذلك وتستبدلها برسالة مثل:
عذرًا، هذا خارج نطاق تخصصي. لنتحدث عن أمر آخر.

يمكن إزالة آليات الرقابة والقيود المضافة إلى مخرجات النموذج في الإصدار مفتوح المصدر من نموذج آر 1. إذا تم تقويض «القيم الاشتراكية الأساسية ‏» التي حددتها السلطات التنظيمية للإنترنت الصينية ‏ في رد فعل، أو إذا تم إنتاج رد يقوض إعادة توحيد البر الرئيسي للصين وتايوان، فسيتم حذف الرد ذي الصلة. لا تزال حالات آر 1 المستضافة محليًا تُبلغ أحيانًا عن تقديم إجابات متوافقة مع روايات الدعاية للحزب الشيوعي الصيني. على سبيل المثال، عند اختباره بواسطة إن بي سي نيوز، وصف آر 1 الخاص بديب سيك في البداية تايوان بأنها «جزء لا يتجزأ من أراضي الصين»، وذكر:
«نحن نعارض بشدة أي شكل من أشكال الأنشطة الانفصالية الساعية إلى «استقلال تايوان» ونلتزم بتحقيق إعادة التوحيد الكامل للوطن الأم من خلال الوسائل السلمية.»
ومع ذلك، في يناير 2025، تمكن باحثون غربيون من خداع ديب سيك ليعطي إجابات معينة لبعض هذه المواضيع من خلال طلب تبديل أحرف معينة بأرقام متشابهة في إجابته.

### الأمن والخصوصية
العديد من الخبراء يخشى أن تستخدم حكومة الصين نظام الذكاء الاصطناعي في عمليات التأثير الأجنبي، ونشر المعلومات المضللة، والمراقبة، وتطوير الأسلحة السيبرانية. وقد علق مقال في مجلة وايرد على أن خدمة ديب سيك عبر الإنترنت التي ترسل البيانات إلى بلدها الأصلي قد «تمهد الطريق لمزيد من التدقيق».
في فبراير 2025، أثارت هيئة تنظيم حماية البيانات في كوريا الجنوبية، لجنة حماية المعلومات الشخصية ‏ (PIPC)، مخاوف بشأن ديب سيك، مؤكدة أنها أرسلت بيانات مستخدمي البلاد إلى مالك تيك توك (بايت دانس) في الصين. وبناءً على ذلك، حظرت لجنة حماية البيانات الشخصية (PIPC) تنزيل أي تطبيق جديد حتى تعالج شركة ديب سيك هذه المخاوف. وقد اعترف ممثل الشركة في كوريا جزئيًا بتقصيرها في الامتثال لقوانين حماية البيانات المحلية.
في 29 يناير 2025، اكتشف باحثو الأمن السيبراني من ويز ريسيرش خرقًا كبيرًا للبيانات في ديب سيك. وقد حدث هذا بسبب تكوين غير صحيح لقاعدة بيانات تخزين سحابي تم تركها متاحة عبر الإنترنت دون أي احتياطات أمنية. احتوت قاعدة البيانات في (بالإنجليزية: oauth2callback.deepseek.com:9000) و(بالإنجليزية: dev.deepseek.com:9000) على أكثر من مليون إدخال حساس، والتي تضمنت رسائل الدردشة ومفاتيح API وتفاصيل التشغيل من الواجهة الخلفية وسجلات النظام والبيانات الوصفية الداخلية من 6 يناير 2025. وكان الاختراق ذا أهمية كبيرة لأنه أتاح التحكم الكامل في قاعدة البيانات، وهو ما قد يؤدي إلى الوصول غير المصرح به وزيادة الامتيازات داخل أنظمة ديب سيك. بعد أن أبلغت ويز ريسيرش عن المشكلة، قامت ديب سيك بتأمين قاعدة البيانات في أقل من ساعة، مما أدى إلى القضاء على أي مخاطر فورية. ومع ذلك، أثار هذا الكشف مخاوف جدية بشأن ممارسات أمان البيانات الخاصة بشركة ديب سيك وإمكانية مواجهة إجراءات تنظيمية بموجب قوانين مثل جي دي بي آر أو سي سي بي إيه، خاصة إذا كانت البيانات تتضمن معلومات شخصية من سكان الاتحاد الأوروبي أو الولايات المتحدة.في أبريل 2025، أعلنت لجنة حماية المعلومات الشخصية ‏ في كوريا الجنوبية أن شركة ديب سيك نقلت معلومات شخصية عن أكثر من مليون كوري جنوبي إلى الصين دون موافقة.

### متنوعات
وذكرت صحيفة وول ستريت جورنال أن تطبيق ديب سيك ينتج تعليمات لإيذاء النفس والأنشطة الخطيرة أكثر من منافسيه الأميركيين. باحثو الأمن[من؟] وجد أن ديب سيك يرسل البيانات إلى منصة سحابية تابعة لشركة ByteDance.
في فبراير 2025، زعمت المصادر أن شركة ديب سيك بدأت في التفكير في جمع تمويل خارجي لأول مرة، حيث أعربت شركة علي بابا والصناديق الحكومية الصينية عن اهتمامها بالاستثمار في ديب سيك. في 21 فبراير، أعلنت شركة ديب سيك عن خطط لإصدار أكواد وبيانات رئيسية للجمهور بدءًا من الأسبوع التالي.

## القيود
أثارت العديد من البلدان مخاوف بشأن أمن البيانات واستخدام ديب سيك للبيانات الشخصية. في 28 يناير 2025، أعلنت هيئة حماية البيانات الإيطالية أنها تسعى للحصول على معلومات إضافية حول جمع ديب سيك واستخدامه للبيانات الشخصية. في نفس اليوم، أعلن مجلس الأمن القومي الأمريكي أنه بدأ مراجعة أمنية وطنية لشركة ديب سيك، وأصدرت البحرية الأمريكية تعليمات لجميع أعضائها بعدم استخدام ديب سيك بسبب «المخاوف الأمنية والأخلاقية». في 30 يناير 2025، أمرت هيئة حماية البيانات الإيطالية شركة ديب سيك بحظر روبوت الدردشة الخاص بها في البلاد بعد فشل شركة الذكاء الاصطناعي الصينية الناشئة في معالجة مخاوف الجهة التنظيمية بشأن سياسة الخصوصية الخاصة بها. أفاد المستخدمون الإيطاليون الذين قاموا بتنزيل ديب سيك على الأجهزة المحمولة قبل الحظر أنهم تمكنوا من استخدام برنامج المحادثة الآلي والوصول إلى إصدار الويب من ديب سيك بعد الحظر.
بعد ثلاثة أيام، فتحت لجنة حماية المعلومات الشخصية ‏ في كوريا الجنوبية تحقيقًا في استخدام ديب سيك للمعلومات الشخصية؛ وأطلقت هيئة حماية البيانات الهولندية ‏ تحقيقًا في ديب سيك؛ ونصحت وزارة الرقمية في تايوان إدارات حكومتها بعدم استخدام خدمة ديب سيك «لمنع مخاطر أمن المعلومات»؛ وأصدر حاكم ولاية تكساس جريج أبوت حظرًا على مستوى الولاية على الأجهزة التي تصدرها الحكومة لديب سيك، إلى جانب شياو هونغ شو وليمون8.
في فبراير 2025، تم حظر الوصول إلى ديب سيك على أجهزة إدارة خدمة العملاء ‏ في نيو ساوث ويلز. وفي نفس الشهر، حظرت أستراليا وكوريا الجنوبية وكندا برنامج ديب سيك على الأجهزة الحكومية، كما أوقفت كوريا الجنوبية عمليات التنزيل الجديدة لبرنامج ديب سيك بسبب مخاطر إساءة استخدام المعلومات الشخصية. في مارس 2025، حظرت وزارة التجارة الأمريكية استخدام ديب سيك على أجهزتها الحكومية، بسبب خطر الكشف عن معلومات الملكية مع الحزب الشيوعي الصيني.

## الملاحظات
1. ↑  (بالصينية: 深度求索؛ البينيين: Shēndù Qiúsuǒ؛ يتبنغ: sam1 dou6 kau4 sok3)

## وصلات خارجية
- الموقع الرسمي